# Умбиликус (растение)
Умбиликус (лат. Umbilicus) — род суккулентных растений семейства Толстянковые (Crassulaceae).

## Название
Родовое латинское (научное) название Umbilicus переводится с латинского как «пупок» и дано в связи с центральным пупковидным углублением на щитковидных листьях.

## Ботаническое описание
Травянистые многолетники с клубневидным корневищем, обычно округлым. Стебель чаще всего простой. Листья расположены очередно, имеют длинные черешки и обычно щитковидную форму. Почки имеют почковидную или шаровидную форму, они мясистые и немного вдавленные в центре. Края листьев волнистые.
Соцветия находятся в верхней части стебля, имеют кистевидную форму и могут быть простыми или иногда разветвленными в нижней части. Цветки небольшие, повислые, расположены на короткой цветоножке и имеют 5 частей. Чашелистики свободные, их форма может быть треугольной или ланцетной, а верхняя часть острая. Лепестки сросшиеся в трубку, которая может быть длинной и цилиндрической или короткой и колокольчатой. Лепестки обычно имеют 5 ребер и часто сужены под лопастями, а последние широкояйцевидные или ланцетные. Тычинок 10, расположены в двух рядах, хотя иногда их количество может быть 5. Нити тычинок короткие и прикреплены к верхней части трубки венчика. Плодолистики свободные и расходятся. У растений имеется короткий столбик и головчатое рыльце, а также многочисленные семязачатки. Семена мелкие и многочисленные.

## Распространение
Макаронезия, Западная и Южная Европа, Иран, Аравийский полуостров, Камерун, Северная Африка и Танзания.

## Таксономия
Umbilicus DC., первое упоминание в Bull. Sci. Soc. Philom. Paris 3: 1 (1801).

### Синонимы
Гетеротипные (основанные на разных номенклатурных типах):
- Cotyliphyllum Link (1831)

### Виды
Подтвержденные виды по данным сайта Plants of the World Online на 2023 год:
- Umbilicus albido-opacus Carlström
- Umbilicus botryoides Hochst. ex A.Rich.
- Umbilicus chloranthus Heldr. & Sartori ex Boiss.
- Umbilicus citrinus Wolley-Dod
- Umbilicus gaditanus Boiss.
- Umbilicus heylandianus Webb & Berthel.
- Umbilicus horizontalis (Guss.) DC.
- Umbilicus intermedius Boiss.
- Umbilicus luteus (Huds.) Webb & Berthel.
- Umbilicus mirus (Pamp.) Greuter
- Umbilicus paniculiformis Wickens
- Umbilicus parviflorus (Desf.) DC.
- Umbilicus patens Pomel
- Umbilicus rupestris (Salisb.) Dandy
- Umbilicus schmidtii Bolle
- Umbilicus tropaeolifolius Boiss.

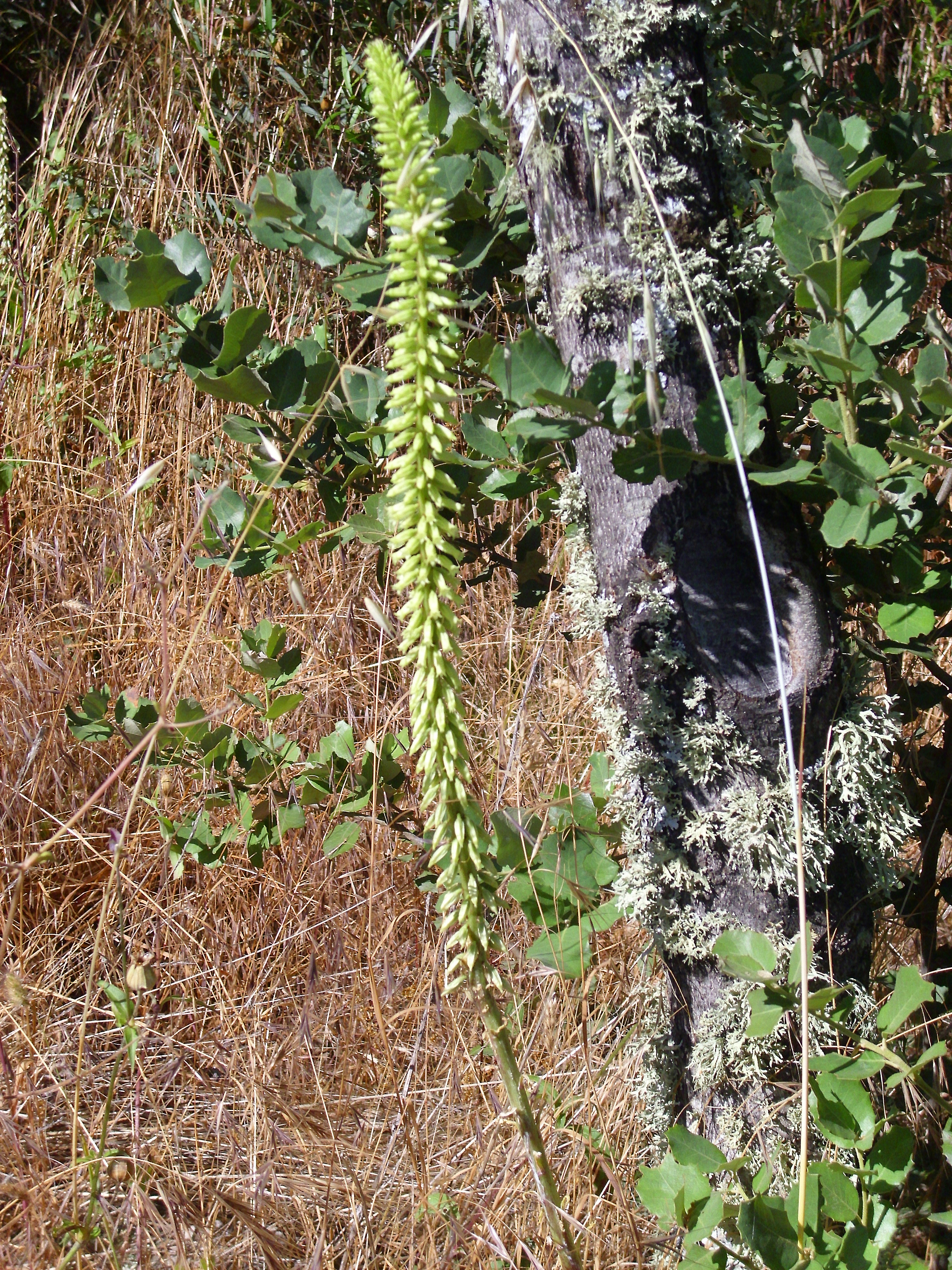
Umbilicus heylandianus
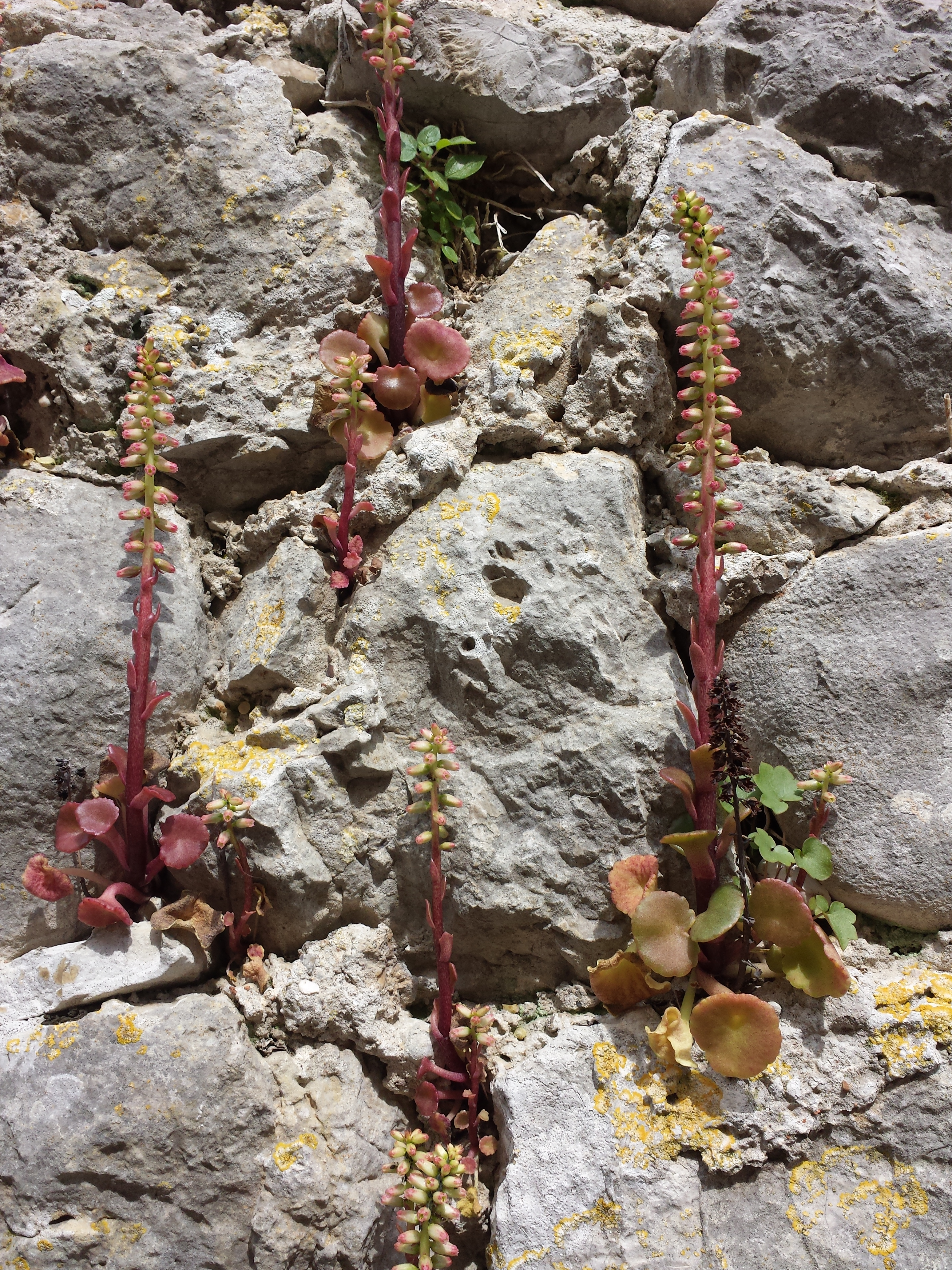
Umbilicus horizontalis
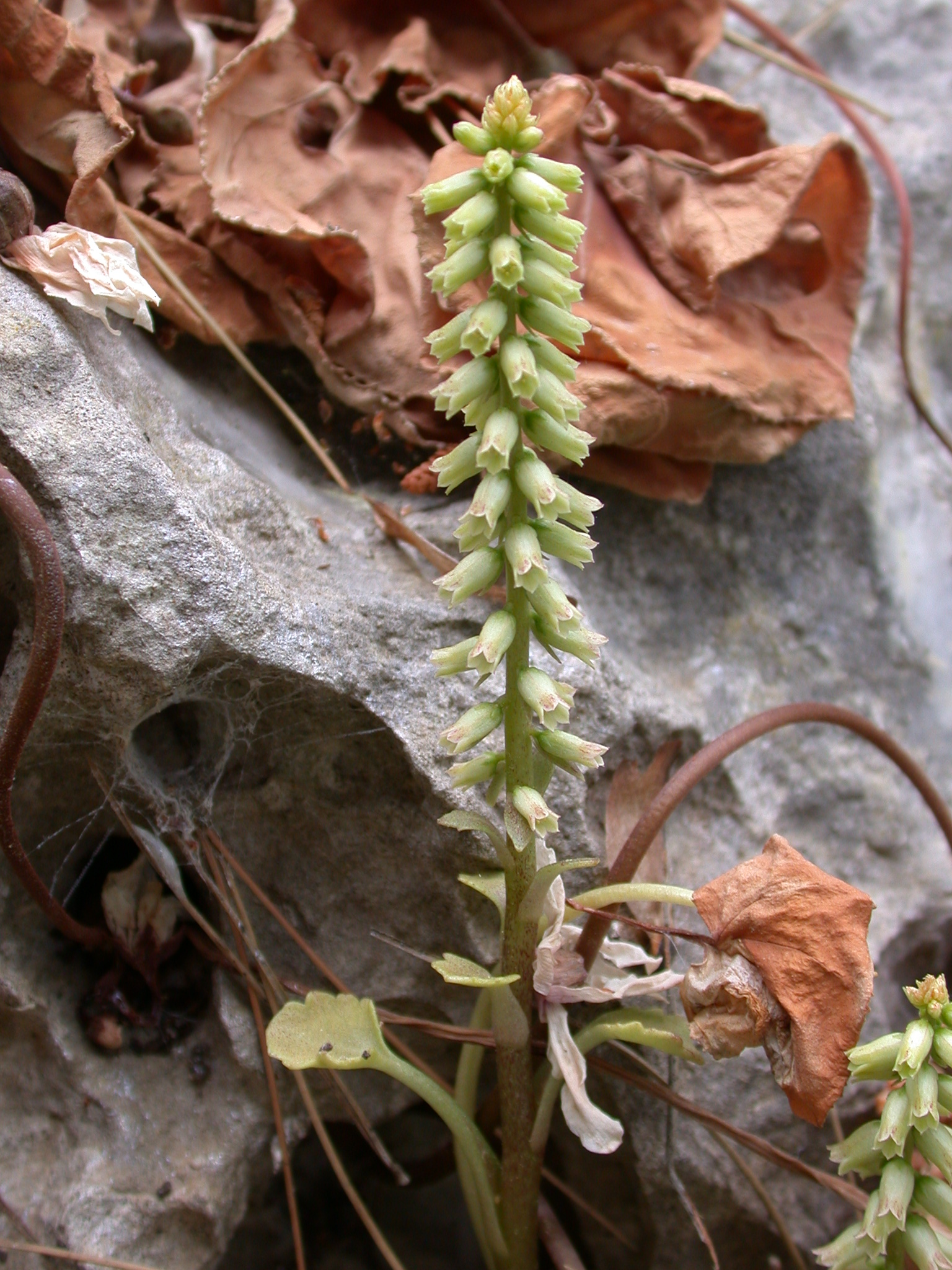
Umbilicus intermedius
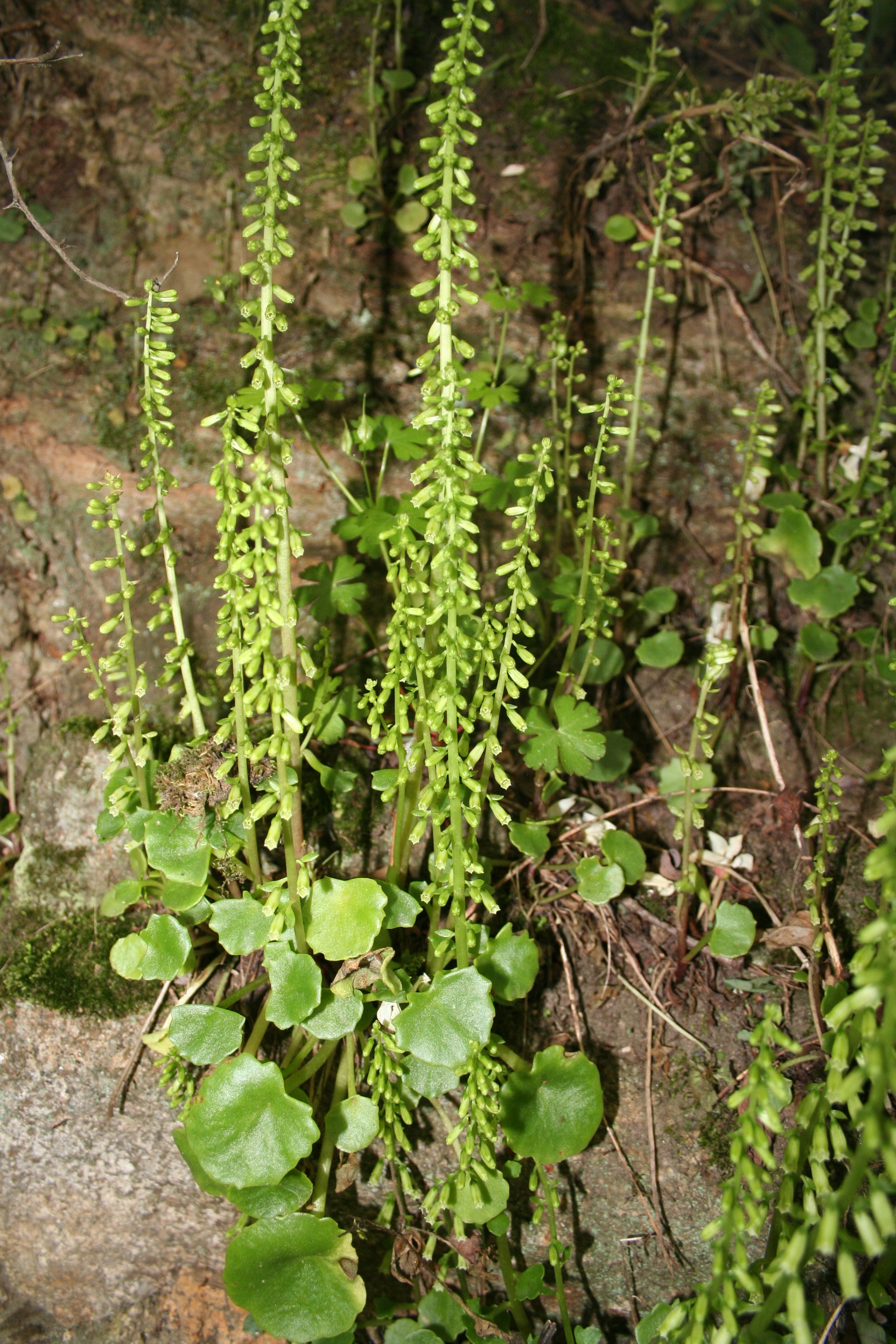
Umbilicus rupestris
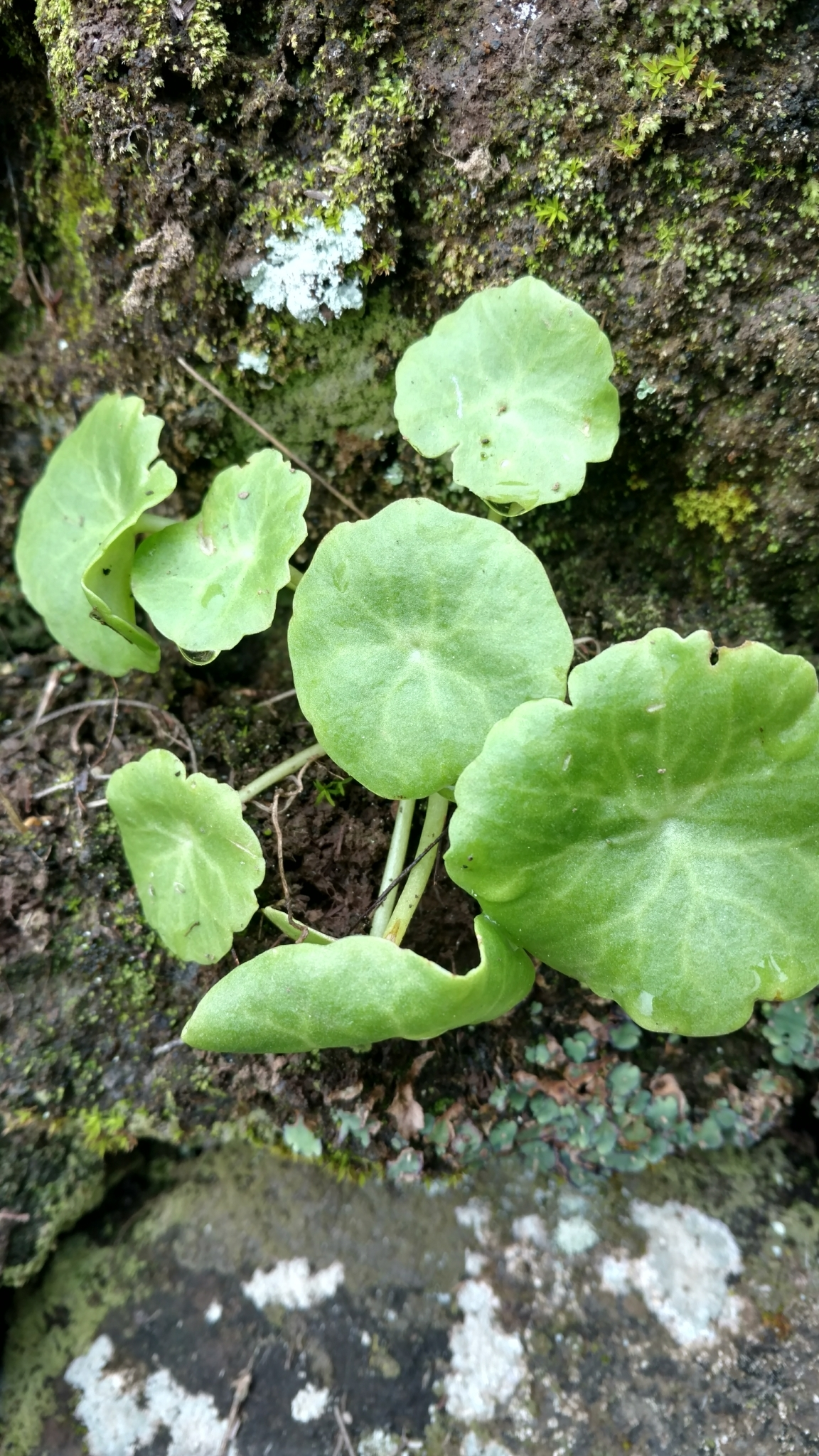
Umbilicus schmidtii